# Рангстрём, Туре
Андерс Юхан Туре Рангстрём (швед. Anders Johan Ture Rangström; 30 ноября 1884, Стокгольм — 11 мая 1947, там же) — шведский композитор, дирижёр, педагог по вокалу, музыкальный критик.

## Биография
Обучался пению в Берлине и Мюнхене, композиции — у Ю. Линдегрена и X. Пфицнера. В качестве дирижёра дебютировал в 1915 г. исполнением своей 1-й симфонии. В 1922—1925 гг. дирижировал в Гётеборгским симфоническим оркестром, в 1930—1936 гг. — в Стокгольмской опере. С 1919 г. член Шведской музыкальной академии.
В 1907—1942 гг. преподавал пение в Стокгольме.
В юности увлекался творчеством Августа Стриндберга; встречался с ним в 1909 году. Его памяти посвятил Первую симфонию (1914); в 1915 г. закончил оперу «Невеста под венцом» по его пьесе (швед. Kronbruden), не включив в неё с согласия писателя последние два акта.
Вместе с К. Аттербергом, Н. Бергом и О. Линдбергом входил в группу композиторов, получившую название Spillran.
С 1908 года проживал в Стокгольме на Бастугатан, 30Б в своём имении. С 1935 года жил на даче в Gräsmarö (архипелаг Gryts); похоронен на кладбище в Грюте (лен Эстергётланд).

### Семья
Отец — Юхан (Джон) Рангстрём, торговец кожей; мать — Шарлотта Андерссон.
Сёстры — Герта; Ингрид (её сын — Ларс Юлленстен, врач, писатель).
Жена (1908—1926) — Элизабет («Лиза»), урождённая Холлендер (1882—1968); дети:
- дочь Виллемо (1910—2007),
- сын Даг (1917—1989),
  - внук — Туре[швед.] (род. 1944), драматург.

Жена (1927—1937) — Омон, урождённая Рихтер (1894—1984; ранее была замужем за его другом Кнутом Хокансоном, композитором).
После второго развода жил с Эльзой Нодерманн (1911—1996).

## Творчество
Представитель национально-романтического направления в шведской музыке. Заметно влияние К. А. Синдинга и Я. Сибелиуса.

### Избранные произведения
оперы
- «Невеста под венцом» (поставлена в 1919)
- «Средние века» (поставлена в 1921)
- «Гильгамеш» (закончена Й. Фернстрёмом, поставлена в 1952)

балеты
- «Фрёкен Юлия» (по одноимённой пьесе А. Стриндберга, поставлен в 1950)[2]

для оркестра
- симфония № 1 «Памяти Стриндберга», 1914
- симфония № 2 «Моя страна», 1919
- симфония № 3 «Песня под звездами», 1931
- симфония № 4 «Призыв», 1936
- Дифирамб, 1910 (2-я ред. К. Аттерберга, 1949)
- симфонические поэмы

- «Летняя пьеса» (1911)
- «Осенняя песня» (1912)
- «Море поёт» (1914)

- сюита «Деревенские картины»
- «Праздничный прелюд» (1944)
- Элегический дивертисмент для струнного оркестра
- Партита для скрипки с оркестром
- Поэма-каприччио для скрипки с оркестром (1944)
- Баллада для фортепиано с оркестром (1937)

камерные произведения
хоры, пьесы для голоса с оркестром
- свыше 250 песен и романсов

музыка к пьесам
- У. Шекспира
- X. Ибсена
- А. Стриндберга.